# Wąchock
Wąchockⓘ é um município no sudeste da Polônia. Pertence à voivodia da Santa Cruz, no condado de Starachowice. É a sede da comuna urbano-rural de Wąchock.
Estende-se por uma área de 16 km², com 2 440 habitantes, segundo o censo de 31 de dezembro de 2024, com uma densidade populacional de 152,5 hab./km².
Wąchock era uma cidade do mosteiro cisterciense de Wąchock, na voivodia de Sandomierz, no último quarto do século XVI. Wąchock é membro da associação União das Cidades Polonesas.
Wąchock é a sede da paróquia católica romana da Assunção da Bem-Aventurada Virgem Maria e de São Floriano em Wąchock.

## Localização

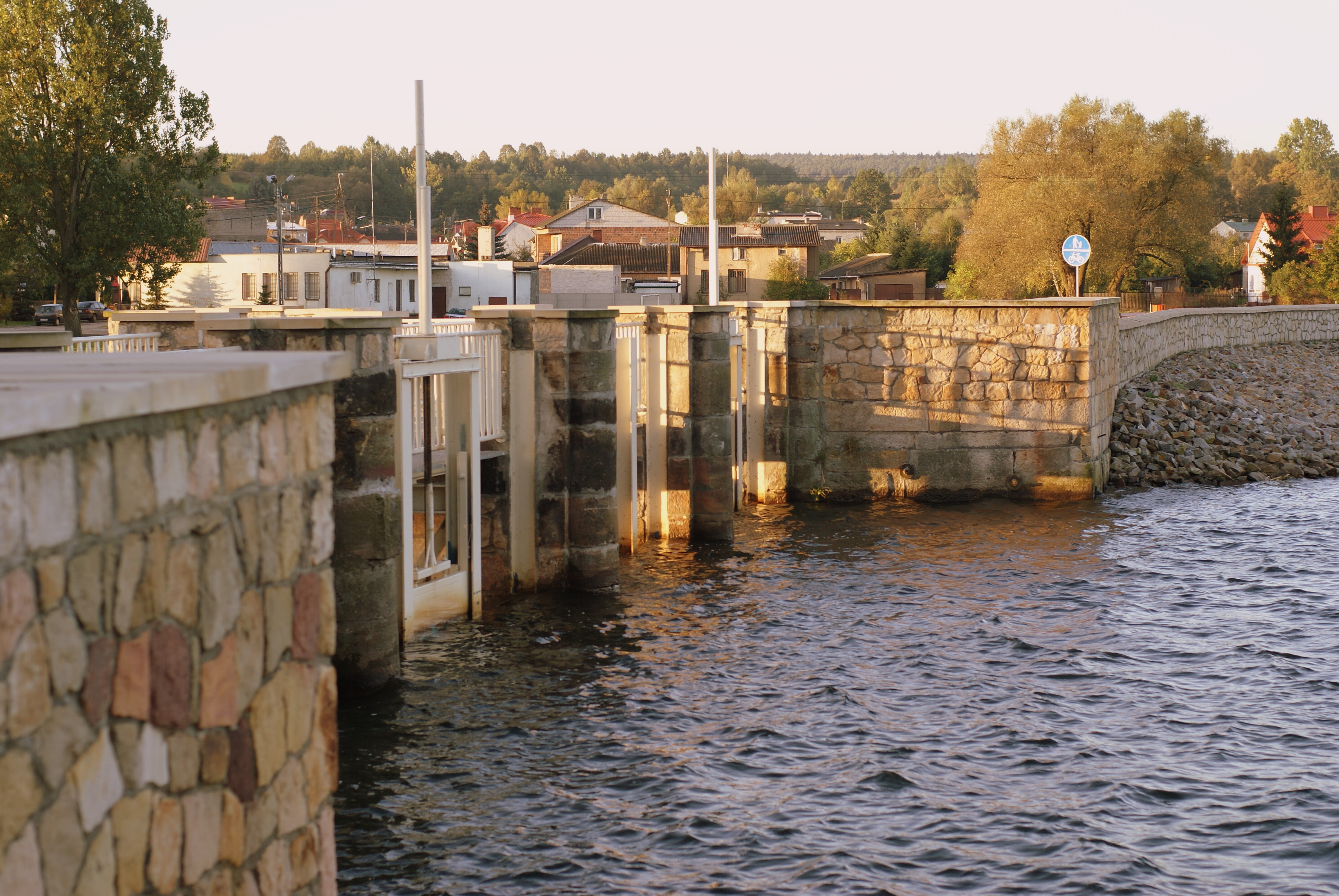
Barragem na lagoa em Wąchock

Wąchock é uma cidade no rio Kamienna, que faz fronteira com Starachowice a oeste e ao norte. É o ponto de partida da trilha de caminhada azul E. Woloszyn, que leva a Cedzyna. A trilha vermelha do Milênio de Skarżysko-Kamienna para Kałków, a trilha azul de ciclismo de Skarżysko-Kamienna para Ostrowiec Świętokrzyski e a trilha vermelha de ciclismo para Starachowice passam pela cidade.
Nos anos de 1975 a 1998, a cidade pertencia administrativamente à voivodia de Kielce.
Wąchock está situada na região de Pequena Polônia, na antiga Terra de Sandomierz, e sua parte da margem esquerda também está na Terra de Radom.

## História

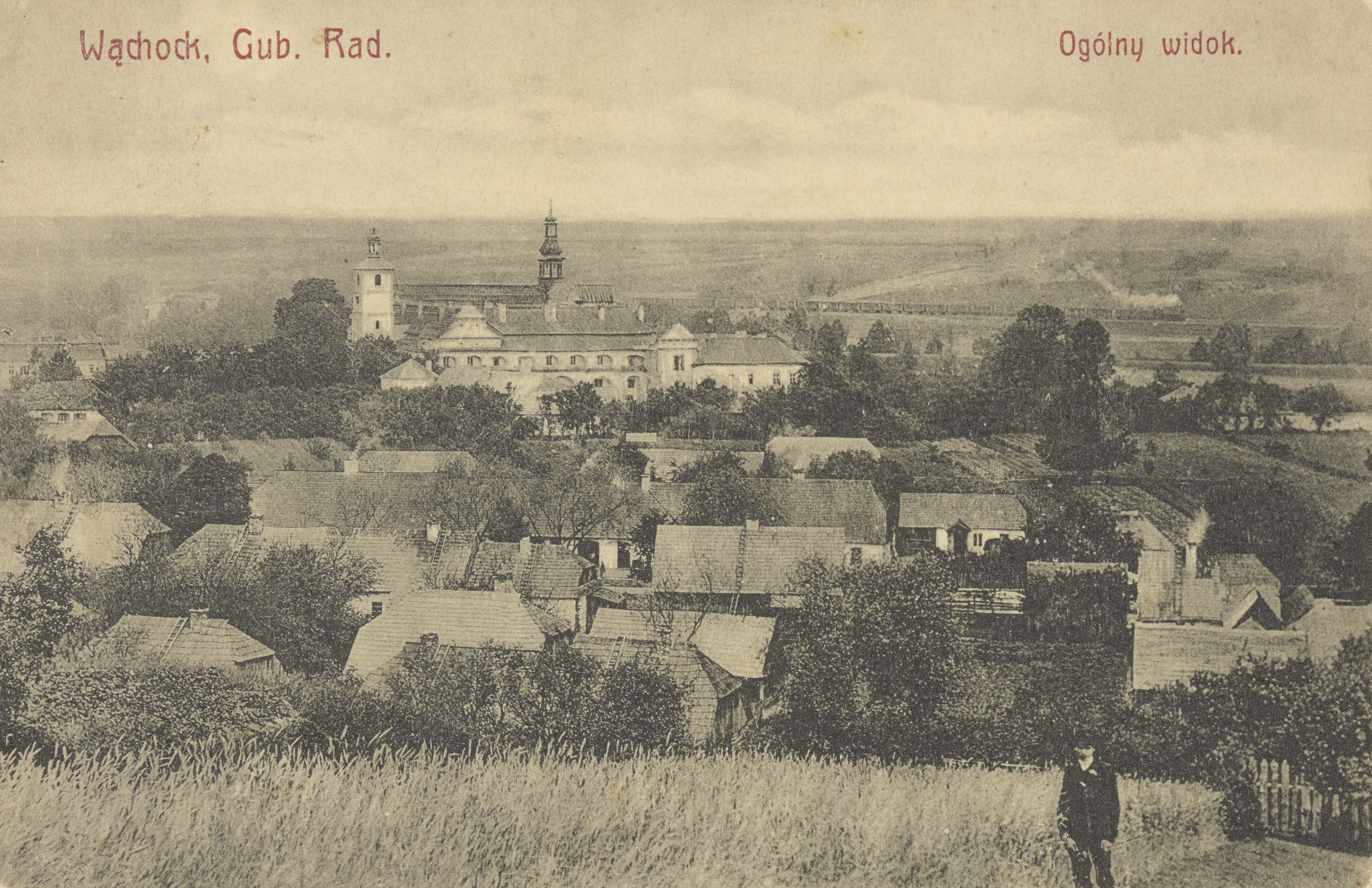
Panorama de Wąchock, por volta de 1910–1918

O vilarejo foi mencionado pela primeira vez em 1179, quando o bispo de Cracóvia, Gedko, fundou um mosteiro cisterciense. Os primeiros monges chegaram a Wąchock vindos da abadia francesa de Morimond. A sede original dos cistercienses (antes da construção do mosteiro) provavelmente ficava na área da atual Wielka Wieś e era chamada de Kamienna. O nome da cidade foi mencionado pela primeira vez na bula do Papa Honório III de 24 de maio de 1218. E nos documentos cistercienses, o nome da abadia “Vancoz” apareceu somente um ano depois. Em 1206, o primeiro abade de Narochock confirmado por uma fonte foi Guido. Na virada dos séculos XII e XIII, uma igreja foi erguida por construtores italianos sob a direção do Mestre Simon. No século XIII, o mosteiro tornou-se uma abadia independente (que teve seu período de pico de desenvolvimento a partir do século XIII) e, graças a doações de governantes, cavaleiros e nobres, tornou-se um dos mosteiros mais ricos das terras polonesas nos séculos posteriores. Em 1249, o convento de Wąchock recebeu uma concessão de Bolesław Wstydliwy para a exploração de bens fósseis na área, com o direito de receber 1/3 da renda das descobertas de mineração (sal e metais). Os cistercienses de Wąchock contribuíram para o desenvolvimento da indústria no rio Kamienna, fundando minas e metalúrgicas em Bzin, Mostki, Parszów, Wąchock e Starachowice. Até o século XV, os abades de Wąchock eram exclusivamente estrangeiros; foi somente em 1461 que um polonês, Mikołaj Raduński, foi eleito abade do mosteiro pela primeira vez. Em 1525, o Sejm da República da Polônia decidiu que somente um polonês nativo e um nobre poderiam se tornar abades. A cidade e o mosteiro foram destruídos várias vezes por incêndios e invasões de exércitos estrangeiros, inclusive em 1259–1260 pelos tártaros, durante o Dilúvio sueco e em 1657 pelo exército de Jorge Rakoczy. O mosteiro foi abolido em 1819, e os edifícios e outras propriedades passaram a ser propriedade do Estado. Os monges retornaram ao mosteiro em 1951, elevado à condição de abadia novamente em 1964. O primeiro prior do mosteiro restabelecido foi o padre Augustyn Ciesielski, enquanto o padre Benedykt Władysław Matejkiewicz foi eleito abade vitalício pelo Capítulo Cisterciense.

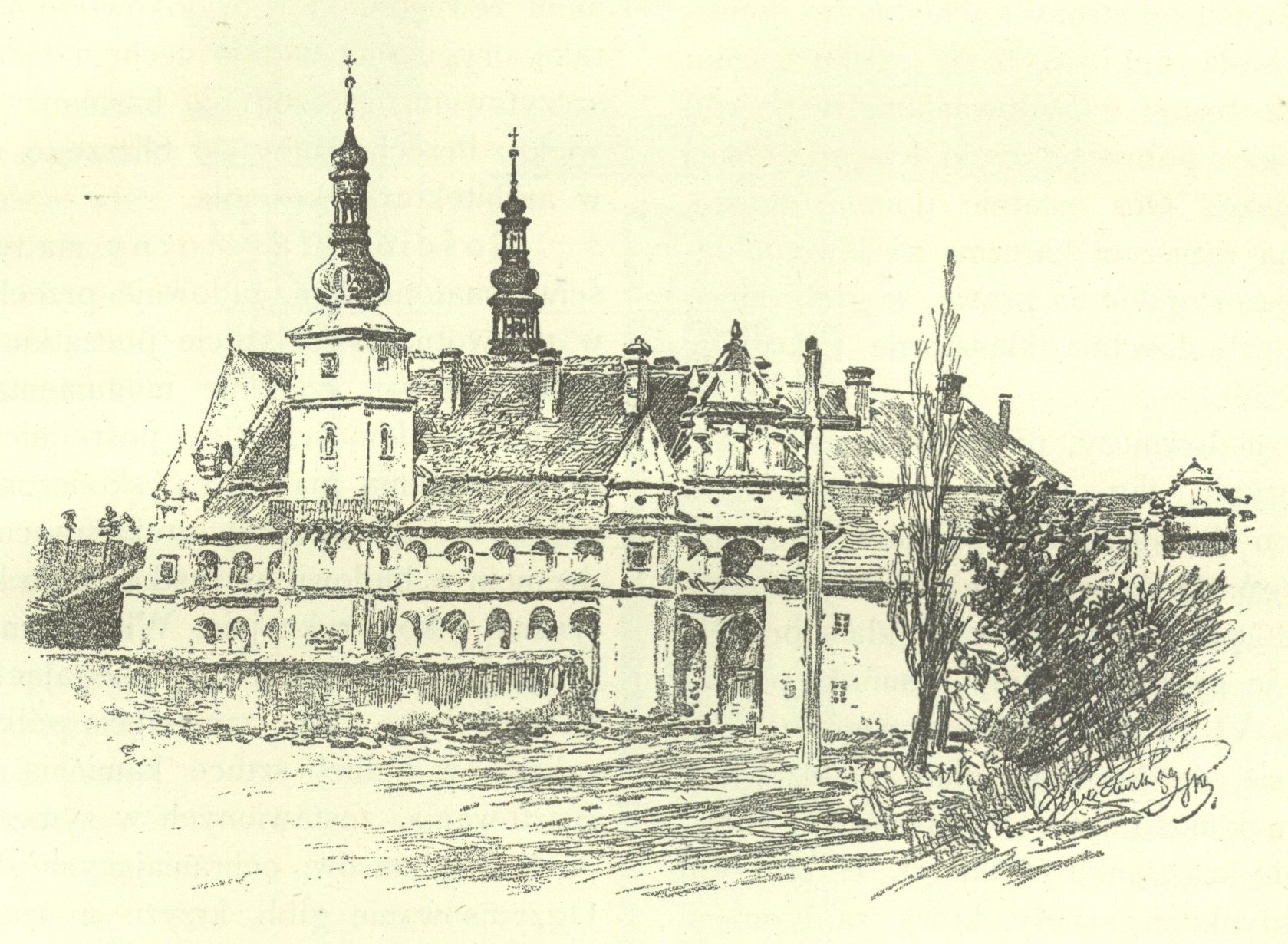
Abadia cisterciense em Wąchock, por volta de 1892

Apesar da existência de um mosteiro rico e influente, a cidade nunca alcançou nenhuma importância administrativa ou econômica específica, uma vez que os bispos de Cracóvia e os beneditinos da abadia de Santa Cruz tentaram impedir. O mosteiro estava constantemente envolvido em ações judiciais de propriedade com a nobreza e os beneditinos das redondezas, sendo a mais notória referente à fundação da cidade de Wierzbnik, fundada em 1624 pelo padre Boguslaw Boxa-Radoszewski, abade dos beneditinos de Santa Cruz, supostamente em terras cistercienses. Em 1315, uma alfândega foi instalada em Wąchock, que sobreviveu até a segunda metade do século XV. Em 1454, o rei Casimiro Jagelão concedeu a Wąchock os direitos de cidade pela lei de Magdeburgo. Com o privilégio, a cidade recebeu permissão para realizar mercados semanais e uma feira anual em 24 de junho (dia de São João Batista), bem como o comércio de sal, arenques e tecidos. Os burgueses de Wąchock estavam isentos da jurisdição de governadores, castelões, starostas e estavam isentos de taxas alfandegárias e de mercado na área da Coroa. Esses privilégios foram confirmados pelo rei Sigismundo I, o Velho, que concedeu a Wąchock uma segunda feira no dia de São Mateus. Como o estatuto de fundação do mosteiro cisterciense concedia ao prior os direitos sobre todos os depósitos minerais próximo de Wąchock, no rio Kamienna, numerosas forjas foram instaladas aqui na Idade Média sob a administração do mosteiro, e os cistercienses montaram moinhos, oficinas de tecelagem, olarias e pedreiras. Em 1500, Wąchock podia se orgulhar de ter 22 de um total de 289 forjas registradas no Reino da Polônia; eles construíram um forno de fundição para derreter folhas de chumbo, com o qual os edifícios da abadia e as vidrarias foram cobertos. Após o dilúvio sueco e a invasão do príncipe Jorge Rakoczi em 1657, foi registrado um declínio no número de habitantes para cerca de 475.

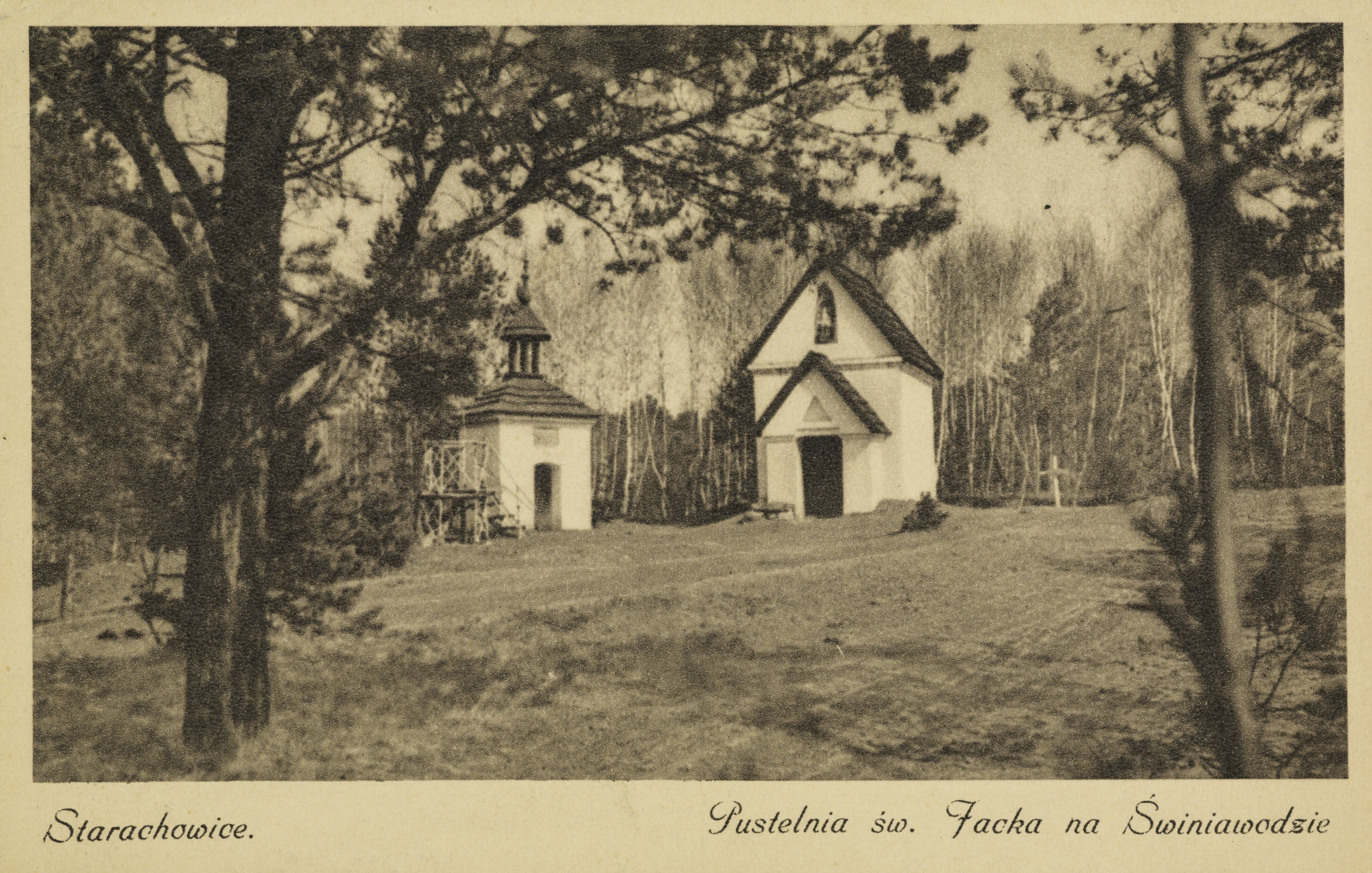
Ermida de São Joaquim

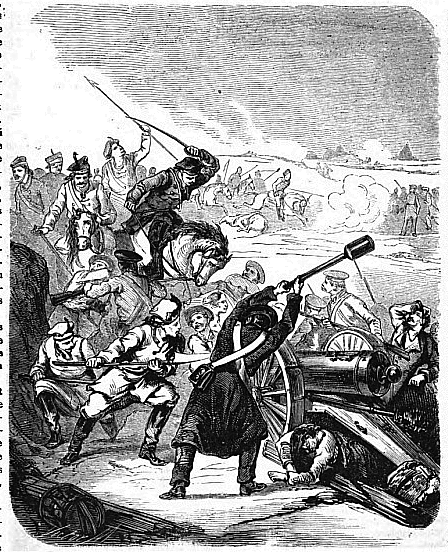
Batalha de Wąchock em 1863

Em 1696, o abade Jan Dymitr Solikowski reservou novas terras florestais para um grupo de doze pessoas da cidade desmatarem, localizadas ao sul da cidade em uma área chamada Stary Dwór, entre a rota para Opatów e a mansão de Dwór Opacki (Rataje). Dois anos mais tarde, em 21 de janeiro de 1698, o rei Augusto II, o Forte, isentou os súditos do mosteiro de todos os serviços para o exército. Os antigos privilégios monásticos concedidos ao mosteiro e à cidade de Wąchock foram confirmados mais duas vezes pelos reis Augusto III (1749) e Estanislau II Augusto (1766). Em 1787, Wąchock era habitada por 962 pessoas, incluindo 2 judeus. Até as partições da Polônia, Wąchock pertencia à voivodia de Sandomierz. Em 1789, por iniciativa do prior do mosteiro, Aleksander Rupkiewicz, foram construídos dois fornos em Wąchock e cinco em Starachowice. Em 1795, a cidade foi anexada pela Áustria, enquanto em 1809–1815 estava no Ducado de Varsóvia (na voivodia de Sandomierz, no condado de Opatów e, mais tarde, no Reino da Polônia. Por iniciativa dos cistercienses, em acordo com o governo austríaco, foi fundada uma escola primária em 1802, com 100 alunos, oito dos quais eram dependentes do mosteiro (conforme confirmado pelos registros de Julian Ursyn Niemcewicz, que ficou em Wąchock em 1811). Por volta de 1850, havia somente três casas de tijolos na cidade, além do mosteiro e da fábrica. Na eclosão do Levante de Novembro, a fábrica de Wąchock estava envolvida na produção de foices e cacetes.
Em janeiro de 1863, o general Marian Langiewicz conduziu uma concentração de insurgentes na cidade, que marcharia sobre Varsóvia. 1 400 pessoas montaram um acampamento fortificado aqui. Na gráfica do campo, o general Langiewicz imprimiu uma proclamação “Aos habitantes da voivodia de Cracóvia”, na qual conclamava a população a fazer um esforço armado maior. Em 3 de fevereiro de 1863, ocorreu uma batalha com as tropas russas, na qual os insurgentes saíram vitoriosos. Com base na lei de 31 de dezembro de 1866, foram criadas a voivodia de Kielce, com a sede das autoridades em Kielce, e a voivodia de Radom, com a sede das autoridades em Radom (Wąchock se encontrava nas fronteiras do recém-criado condado de Iłżec, na voivodia de Radom). Em Wąchock, com base no decreto do Senado de 19 de fevereiro de 1875, foi criado o Tribunal de Paz (que funcionou até 1921), cujas competências incluíam a análise de casos relativos a obrigações pessoais, contratos e bens móveis. A construção da linha férrea em 1884 teve pouco efeito sobre o desenvolvimento da cidade. Entre 8 e 11 de julho de 1903, uma grande enchente no rio Kamienna destruiu a captação de água e inundou parte da cidade. A metalúrgica Wąchock ainda estava em operação até 1904.

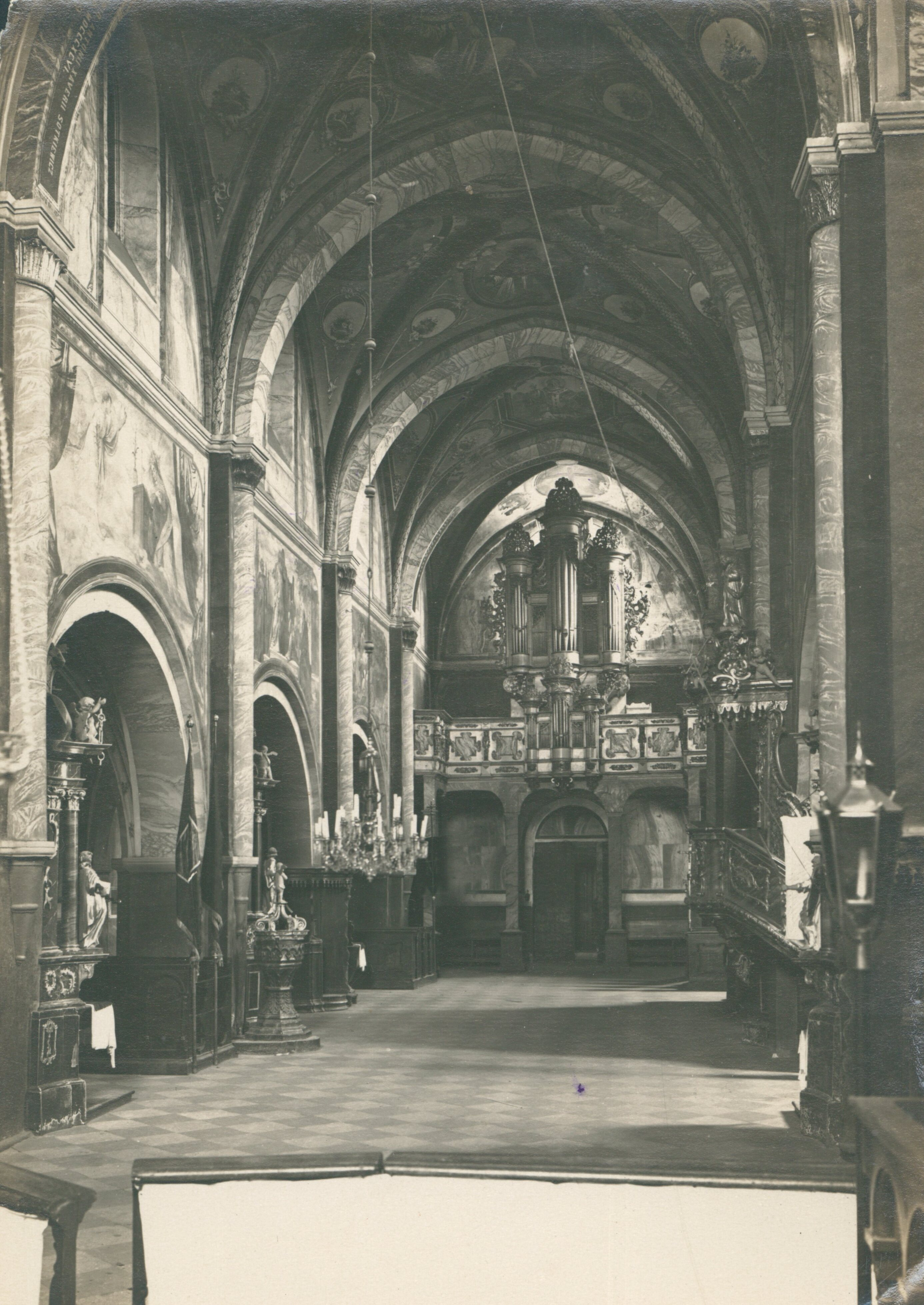
Interior da igreja em Wąchock, 1932

A Primeira Guerra Mundial causou uma regressão no desenvolvimento da cidade. Em 3 de maio de 1916, uma celebração do aniversário da Constituição de 3 de Maio foi realizada em Wąchock, durante a qual “Rotę” e “Boże, coś Polskę” foram cantadas. Nos anos entre guerras, os prédios do antigo mosteiro abrigaram um ginásio estatal, organizado em 1909 pelo padre Edward Chrzanowski. Em maio de 1918, a Sociedade de Bombeiros foi fundada em Wąchock visando à criação de uma Brigada de Bombeiros Voluntários (a primeira diretoria foi nomeada em maio do ano seguinte). Em 1910, a Sociedade de Poupança e Empréstimo foi fundada em Wąchock por iniciativa de Michał Dobski, que passou a se chamar Kasa Stefczyka em 1928. Em 1930, o nome do município de Wąchock foi restaurado e a cidade em si tinha uma população de 3500 habitantes (entre 1869 e 1930, Wąchock pertencia formalmente ao município de Wielka Wieś).

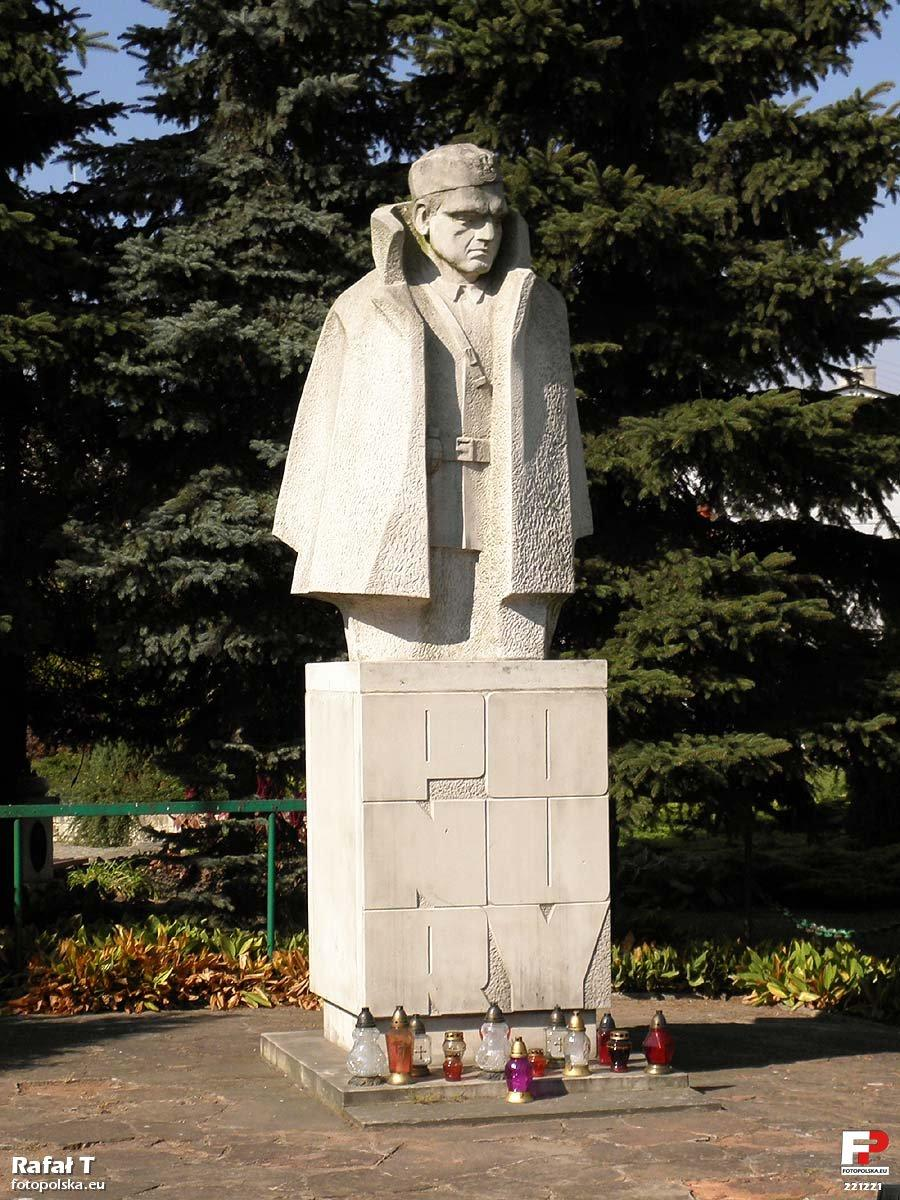
Monumento ao major Jan Piwnik - "Ponurego"

Em 8 de setembro de 1939, as tropas da 2.ª Divisão Leve ocuparam a cidade, praticando incêndios criminosos e assassinatos. Durante a ocupação alemã, um Grupo de Guerrilha do Exército da Pátria, sob o comando do major Jan Piwnik - “Ponury” — estava ativo nas proximidades da cidade. Há um monumento a ele na cidade, inaugurado em 10 de junho de 1984. No início de 1944, uma unidade guerrilheira foi formada sob o comando do tenente Andrzej “Wrzos” Bieleński, que, em meados de agosto, atacou uma companhia de intendência alemã estacionada em Parszów; vários soldados alemães foram mortos e dois oficiais foram feitos prisioneiros. Na noite de 16 para 17 de janeiro de 1945, as tropas alemãs em retirada explodiram a estação ferroviária, os trilhos da ferrovia e as pontes sobre o rio Kamienna. Já em 17 de janeiro, o Exército Vermelho entrou na cidade. Um ano após a Segunda Guerra Mundial, segundo o censo, o município de Wąchock tinha 7 350 habitantes. Em 1948, foi criada a Cooperativa Comunal “Samopomoc Chłopska”, cuja tarefa era organizar o comércio da comuna, abastecendo a agricultura e os habitantes da comuna de Wąchock com os artigos necessários. A partir da antiga comuna de Wąchock, as seguintes gromadas foram criadas pela Lei de 25 de setembro de 1954: gromada de Wąchock (povoados de Wąchock e Rataje), gromada de Wielka Wieś (povoados de Wielka Wieś, Marcinków e Węglów), gromada de Parszów (povoados de Parszów e Mostki). A partir de 1 de janeiro de 1969, Wielka Wieś e Marcinków foram incorporadas à gromada de Wąchock, liquidando a gromada de Wielka Wieś. A partir de 1 de janeiro de 1973, a divisão em gromadas foi abolida e as comunas foram introduzidas; a comuna de Wąchock foi criada com uma área de 81,1 km², compreendendo as seguintes localidades: Wąchock, Wielka Wieś, Parszów, Węglów, Marcinków e Rataje. A partir do ano novo de 1975, a comuna de Skarżysko Kościelne foi abolida e as duas aldeias de Majków e Michałów passaram a fazer parte de Wąchock. Em 1979, foram realizadas celebrações para marcar o 800.º aniversário da fundação da abadia de Wąchock com a participação do Primaz da Polônia, cardeal Stefan Wyszyński. Em 7 de maio de 1985, a cidade de Wąchock recebeu a Cruz da Resistência polonesa pela participação ativa de seus habitantes na luta de libertação nacional. Graças aos esforços do padre abade Albert Józef Siwek, um museu foi aberto no mosteiro cisterciense em 9 de junho de 1991. Em 1 de janeiro de 1994, Wąchock recuperou seus direitos de cidade, perdidos em 1869, após a reforma urbana russa.

## Demografia
Conforme os dados do Escritório Central de Estatística da Polônia (GUS) de 31 de dezembro de 2024, Wąchock é uma cidade muito pequena com uma população de 2 440 habitantes (27.º lugar na voivodia de Santa Cruz e 802.º na Polônia), tem uma área de 16 km² (16.º lugar na voivodia de Santa Cruz e 405.º lugar na Polônia) e uma densidade populacional de 152,5 hab./km² (38.º lugar na voivodia de Santa Cruz e 910.º lugar na Polônia). Entre 2002–2024, o número de habitantes diminuiu 14,5%.
Os habitantes de Wąchock constituem cerca de 2,94% da população do condado de Starachowice, constituindo 0,21% da população da voivodia de Santa Cruz.
| Descrição                         | Total      | Total  | Mulheres   | Mulheres | Homens     | Homens |
| --------------------------------- | ---------- | ------ | ---------- | -------- | ---------- | ------ |
| unidade                           | habitantes | %      | habitantes | %        | habitantes | %      |
| população                         | 2 440      | 100    | 1 232      | 50,5     | 1 208      | 49,5   |
| área                              | 16 km²     | 16 km² | 16 km²     | 16 km²   | 16 km²     | 16 km² |
| densidade populacional (hab./km²) | 152,5      | 152,5  | 77,0       | 77,0     | 75,5       | 75,5   |

## Monumentos históricos

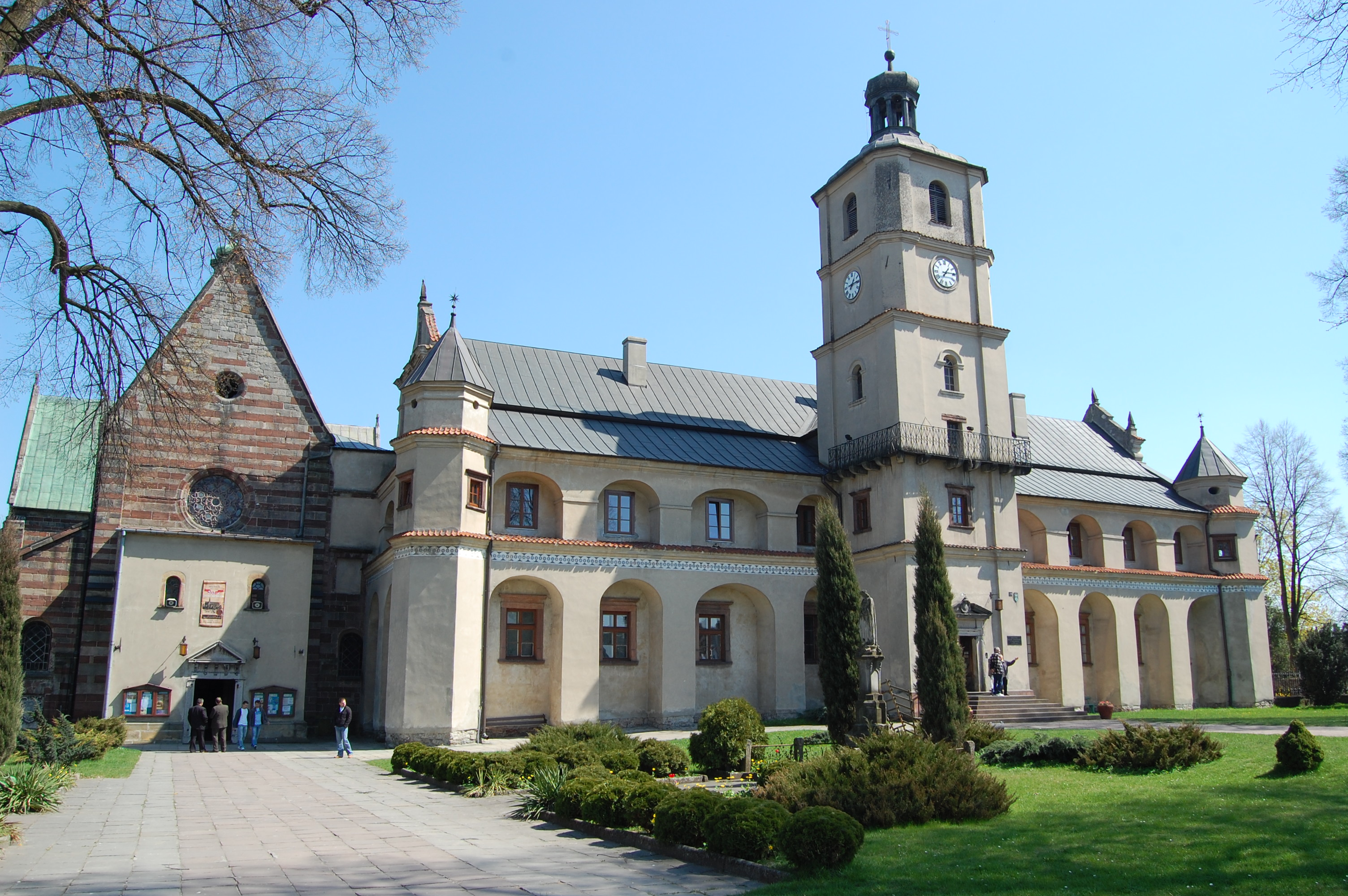
Igreja do mosteiro românico de Santa Maria e São Floriano

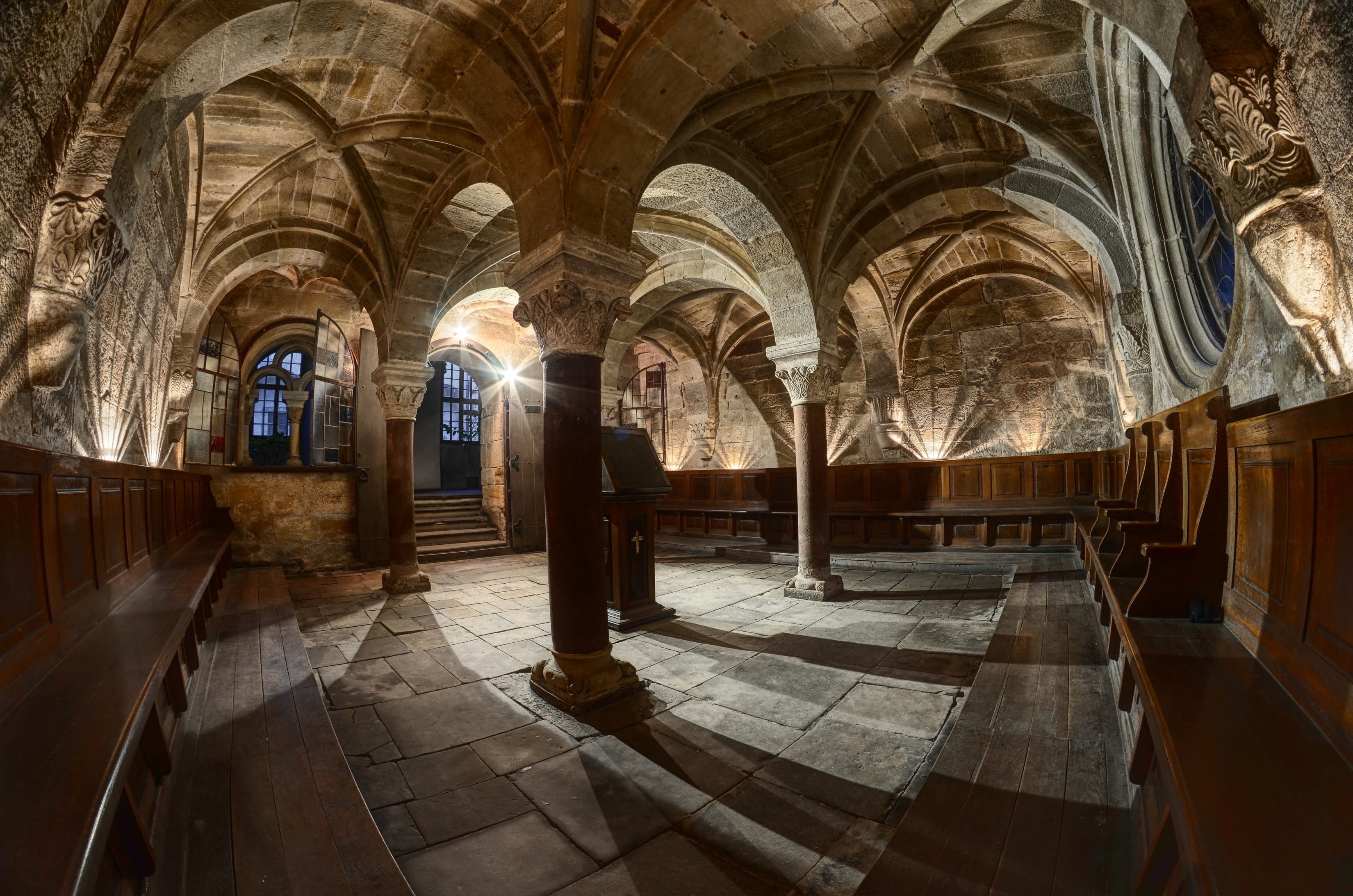
Sala capitular do mosteiro

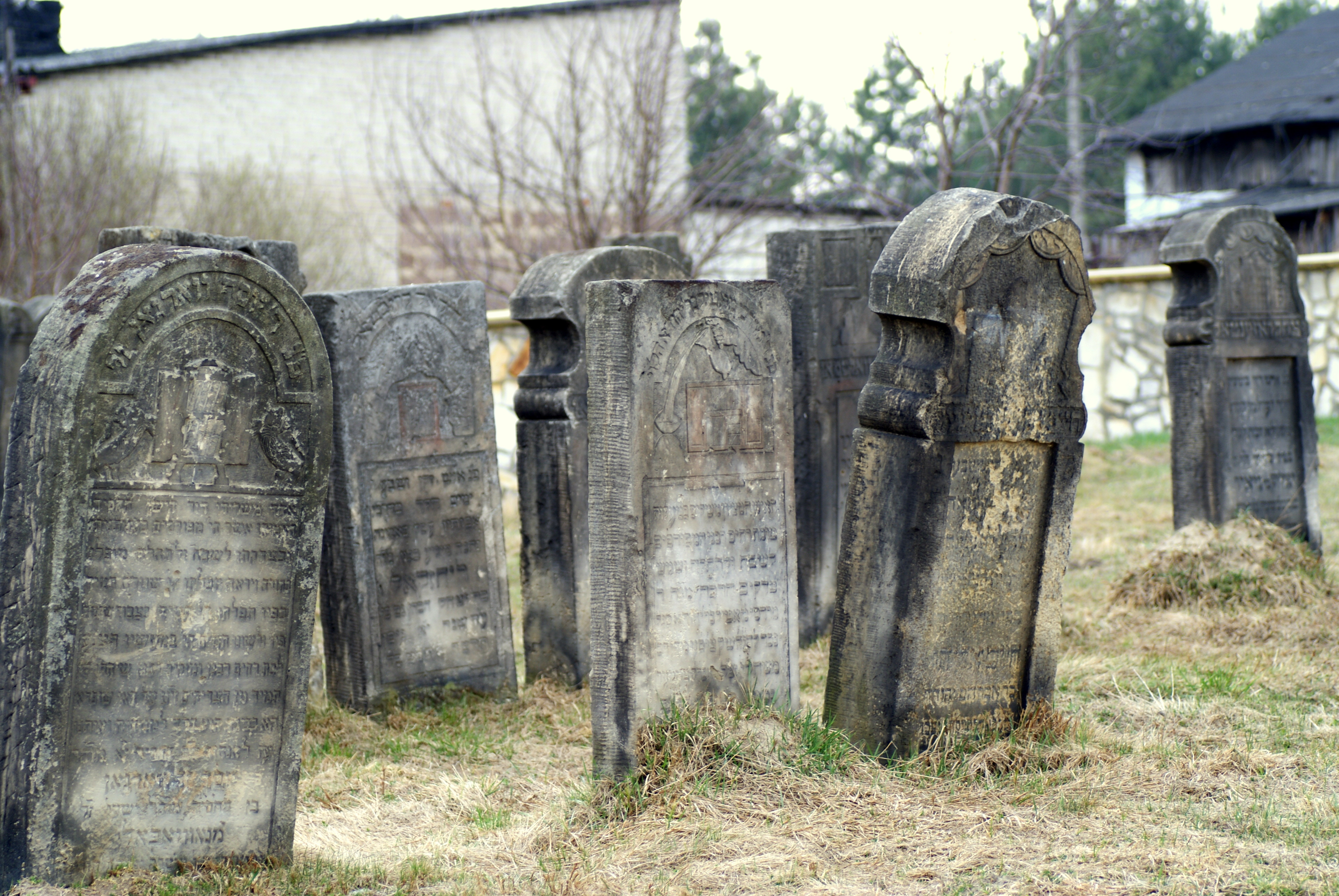
Matzevas no cemitério judaico

- Complexo da igreja e do mosteiro cisterciense do século XII, com uma sala capitular românica coberta por uma abóbada em cruzaria, é uma mistura de estilos arquitetônicos.[20]
  - Igreja românica do mosteiro de Santa Maria e São Floriano, do século XIII, está preservada em um modelo cisterciense inalterado. A igreja foi construída com blocos alternados de arenito vermelho e arenito claro. Esse método de construção teve origem no norte da Itália. A igreja foi reconstruída várias vezes. Os remanescentes da era gótica são as empenas elevadas e os vestígios da extensão gótica no lado norte do edifício. Uma capela lateral foi acrescentada ao corredor norte no século XVI e um pórtico à fachada oeste no século XIX. A igreja, com características da arquitetura italiana, é o mais antigo edifício assinado da Polônia (assinatura do arquiteto Simon na fachada). O interior barroco data do século XVII, mas a planta da igreja de três naves é tipicamente românica.
  - O mosteiro foi totalmente reconstruído no século XVII, mas alguns interiores do século XIII foram preservados, incluindo a sala de reuniões dos monges (sala do capítulo), considerada o mais belo interior românico da Polônia. Também românica é a sala de trabalho dos monges (fraternidade), a sala de punição sob as escadas, enquanto a bela sala de jantar (refeitório), de meados do século XIII, já é gótica antiga. O mosteiro tinha salas aquecidas (exceto o dormitório) como o primeiro mosteiro cisterciense com a possibilidade de ser aquecido pelo calor de uma fornalha para fundir cerâmica, ferro ou cozinhar. As instalações do mosteiro abrigam o Museu dos Padres Cistercienses, que apresenta, entre outras coisas, elementos românicos preservados e cerâmicas da manufatura do mosteiro, bem como o Museu das Revoltas Nacionais, criado em 1991 a partir da coleção do padre Walenty Ślusarczyk, pároco de Nowa Słupia.
- Complexo urbano no centro da cidade dos séculos XIII a XV.
- Complexo fabril do início do século XIX, que inclui: uma casa de administração, o chamado palácio Schenberg, cinco edifícios fabris e instalações hidrotécnicas com uma represa e bueiros no rio Kamienna.
- Antiga pousada do tipo casa senhorial da primeira metade do século XIX; durante a Revolta de Janeiro, foi o alojamento do general Marian Langiewicz.
- Capela de São Roque de 1839 com mobília barroca tardia.
- Cemitério paroquial do século XIX, lápides com peças de ferro fundido de fábricas locais, lápides da família Schoenberg, lápides de participantes da Revolta de Janeiro: Karol Ziemliński (morto em 1863), Józef Barzykowski (morto em 1869), Bruno Pohoski (morto em 1922) e Ignacy Jastrzębski ( morto em 1932). O portão do cemitério com um portal de pedra do século XVIII, provavelmente transferido da abadia cisterciense.
- Antigo cemitério judaico do século XIX, onde restam cerca de quarenta lápides.
- Casas históricas com os chamados “corredores transitáveis” da segunda metade do século XIX.
- Capela de madeira de São João Nepomuceno da primeira metade do século XIX.
- Antiga mansão de madeira do século XIX próxima à passagem de nível, pertencente, antes da guerra, ao comerciante judeu e proprietário de fábrica Joel Halpert.
- Capela de São Joaquim e antigo local de peregrinação da primeira metade do século XIX em um lugar chamado Sina Woda, colônia de Mieszała, distante cerca de 3 km da vila, mas administrativamente pertencente a Wąchock.
- Casa de madeira na rua Starachowicka, 43, do final do século XIX, transferida para o Parque Etnográfico do Museu da Vila de Kielce.[21]

## Atrações naturais
- Desfiladeiro de Rocław – um desfiladeiro com várias centenas de metros de comprimento, 20 a 30 m de largura e cerca de 15 m de profundidade. As encostas do desfiladeiro (com exceção de pequenas seções que expõem o perfil dos sedimentos do Neopleistoceno) são cobertas por pastagens permanentes com várias espécies de plantas vasculares. Alto valor paisagístico. Localizada na zona de amortecimento.
- Exposição geológica – pedreira inativa em Wąchock – pedreira histórica (que remonta ao início do século XIII) com exposição de arenitos vermelhos do Triássico Inferior. A matéria-prima para a construção do mosteiro foi extraída dela. Localizada na zona de proteção. Desde 2002, está sob os cuidados do Conservador Provincial da Natureza.

## Turismo

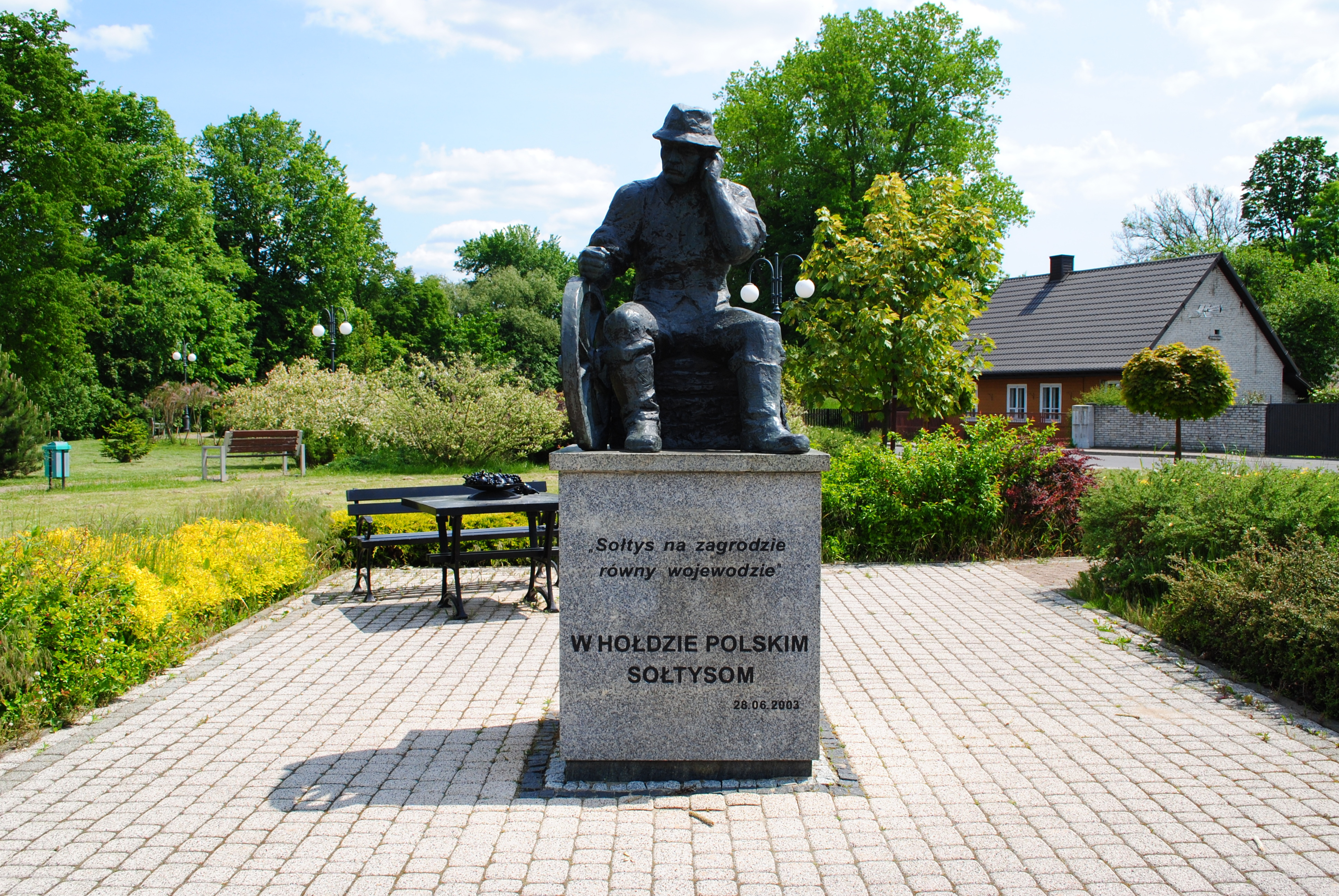
Monumento ao vilarejo de Wąchock

A cidade também é uma atração turística por causa das piadas populares sobre Wąchock. O protagonista das piadas é o chefe da aldeia de Wąchock, mas atualmente, desde 1994, a autoridade executiva em Wąchock é exercida pelo prefeito, não pelo chefe da aldeia (além disso, o chefe da comuna era o wójt). Há também, entre outras coisas, uma estátua do chefe da aldeia conhecida por essas piadas, inaugurada em 2003. Uma atração turística é a convenção anual do chefe da aldeia. O torneio inclui mais de uma dúzia de competições atléticas e intelectuais. Algumas das competições de integração dos líderes da aldeia são baseadas no senso de humor dos participantes.
O reservatório de Wąchock, inaugurado em 2008, é uma atração turística adicional.

## Transporte

### Transporte rodoviário

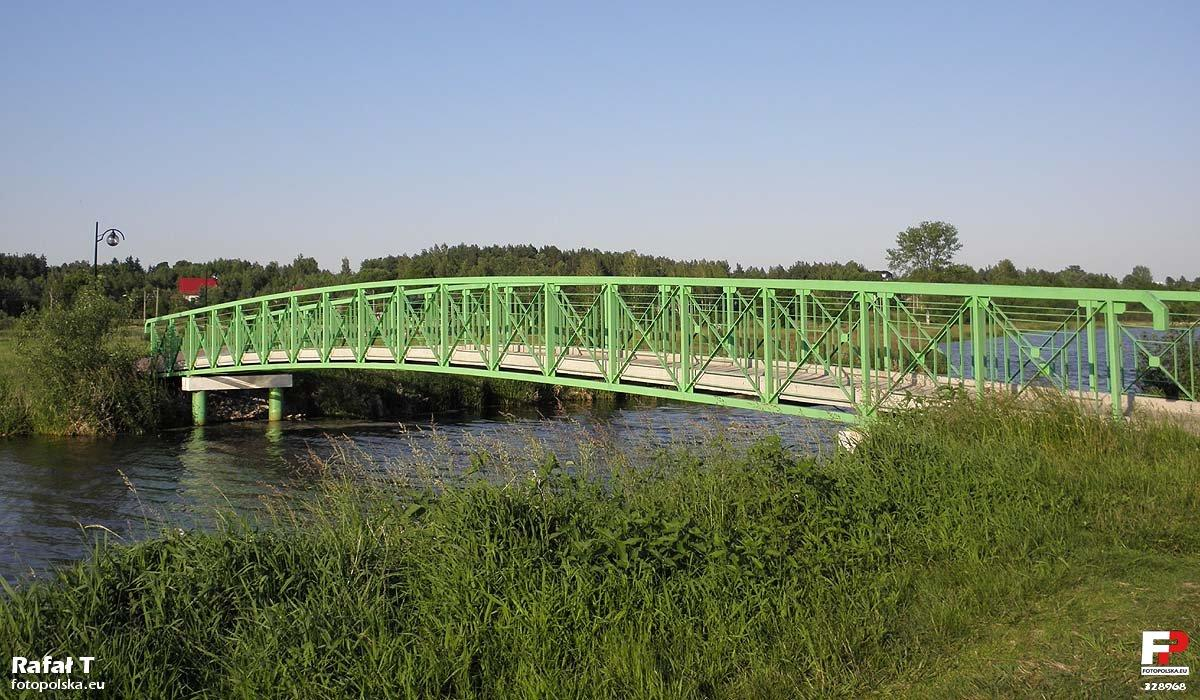
Ponte para pedestres e bicicletas

A estrada nacional n.º 42 passa por Wąchock, e um desvio de Wąchock deve ser construído ao longo da DK42 [22] como parte do programa de construção de 100 desvios para 2020-2030.
- A estrada do condado 0563 T conecta Wąchock a Mirec.
- A estrada do condado 0573 T conecta Majków – Marcinków – Wąchock.
- A estrada municipal 0582 T conecta Wąchock – Siekierno – Leśna.

### Transporte ferroviário

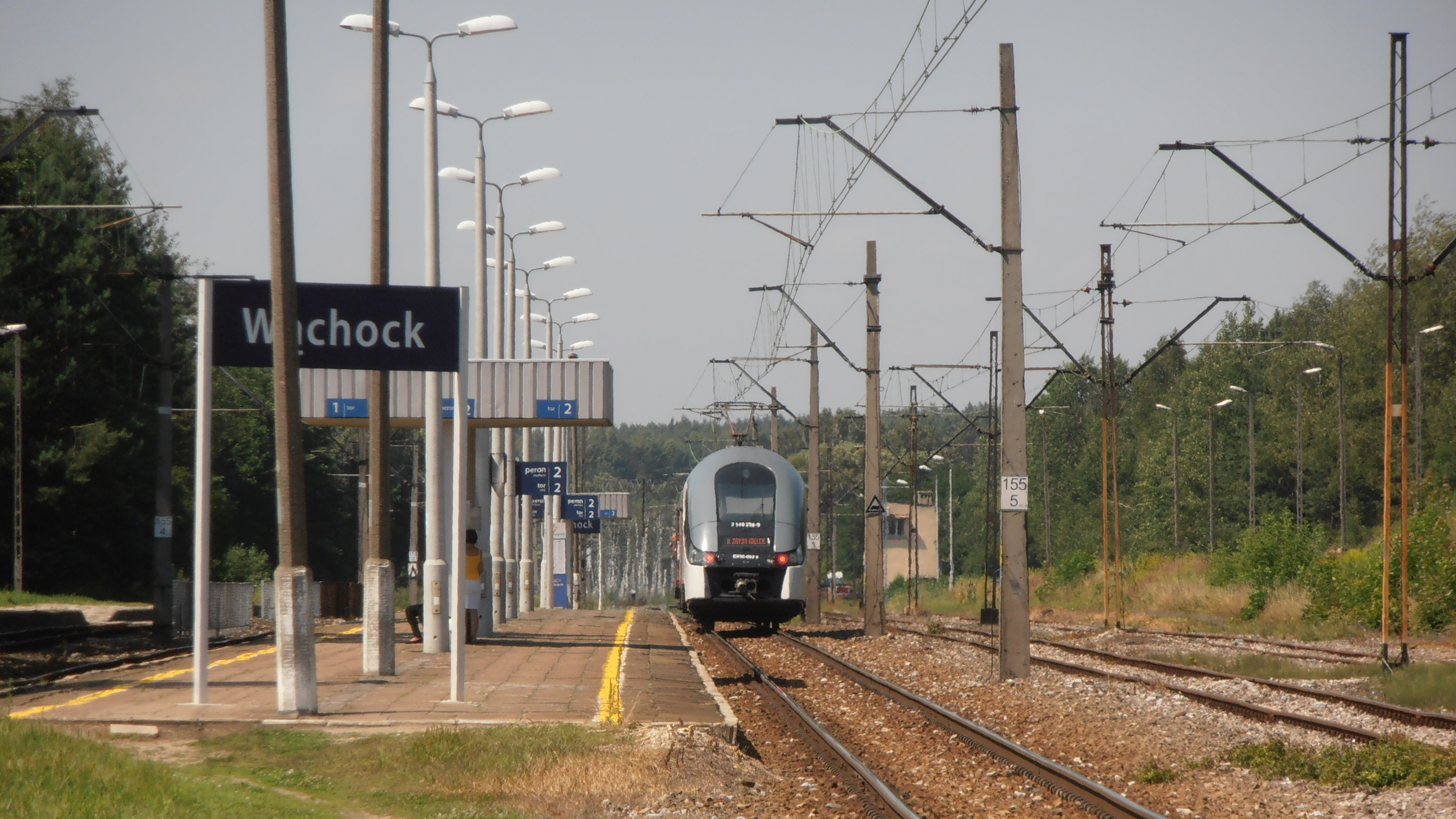
Estação ferroviária

A linha de trem n.º 25 Łódź Kaliska – Dębica passa pela cidade. A estação é equipada com dispositivos computadorizados de controle de tráfego e tem, além dos trilhos principais, dois trilhos principais auxiliares e três trilhos laterais. Os trens de passageiros param na plataforma modernizada de borda alta n.º 2, localizada entre as vias 1 e 2; há também a possibilidade de embarcar em um trem de passageiros na via n.º 3 na plataforma n.º 1, mas essa plataforma não foi modernizada.

### Transporte público
A linha de ônibus A, operada alternadamente pela MKS Skarżysko-Kamienna e pela MZK Starachowice (a partir de novembro de 2015 – somente pela MZK Starachowice), passava pela cidade. Em 1 de julho de 2017, a linha foi descontinuada. Uma linha de ônibus particular 112 opera na rota Wąchock – Starachowice.

## Festival de Bach — Música na Abadia
Desde 2011, Wąchock tem sediado o festival internacional de música Música de Bach na Abadia Cisterciense. Os concertos são realizados na igreja da abadia cisterciense em Wąchock, que tem excelente acústica.